# Спарша
Спарша (санскрит; пали: пхасса) это санскритско-индийский термин, который переводится как «контакт», «прикосновение», «ощущение», «чувственное впечатление» и т. д. Он определяется как сочетание трёх факторов: органа чувств, объекта чувств и чувственного сознания (пали vijnana). Например, контакт (спарша) происходит при соединении глаза, видимого объекта и зрительного чувственного сознания.
В буддийских учениях спарша определяется как:
- Один из пяти универсальных умственных факторов в Абхидхарме Тхеравады.
- Один из пяти универсальных умственных факторов в Абхидхарме Махаяны.
- Шестое звено из двенадцати звеньев взаимозависимого происхождения.

## Трактовка

### Тхеравада
В тексте Аттхасалини говорится, что, контакт означает «прикосновение». Его характерной особенностью является осязание, функцией — воздействие, проявлением — «совпадение» (физической основы, объекта и сознания) и непосредственной причиной (осознания) — объект, с которым происходит контакт. Пхасса проявляется в совпадении или согласовании трёх факторов: физической основы (ваттху), объекта и сознания. Когда есть зрение, есть совпадение глаза (органа), видимого объекта и зрительного сознания; через это совпадение проявляется пхасса, в данном случае зрительный контакт.
Пхасса отличается от того, что мы подразумеваем в обычном языке под физическим контактом или прикосновением. Когда мы используем слово «контакт» в обычном языке, мы можем думать о воздействии чего-то внешнего на одно из чувств, например, о воздействии твёрдого предмета на осязание. Мы можем использовать для описания пхассы такие слова, как прикосновение или столкновение, но мы не должны забывать, что это пали nāma, четасика, которая возникает вместе с читтой и помогает читте постигать объект, который проникает через соответствующие «чувственные врата». Когда твёрдость проявляется через телесное ощущение, появляется пхасса, контакт, возникающий вместе с читтой, которая испытывает твердость. Пхасса это не просто соприкосновение твёрдого с осязанием, это не прикосновение в физическом смысле. Воздействие является функцией пхассы в том смысле, что пхасса помогает читте познавать объект.

### Махаяна
В Абхидхарма-самуччая говорится:
Что такое спарша (контакт)? Это способность к детерминации, трансформации в управляющую силу, которая находится в соответствии с тремя совокупными факторами. Ее функция заключается в том, чтобы обеспечить основу для ощущений.
Это осознание, при котором возникает приятное, неприятное или нейтральное чувство, когда объединяются объект, сенсорная способность и когнитивный процесс, и которое ограничено соответствующим объектом. Преобразование в контролирующую силу означает, что, когда зрительное ощущение встречается, например, с приятным объектом под влиянием определённого типа сознания чувство становится причиной привязанности к вызываемому этим объектом удовольствию.

### Шесть классов
В Тхераваде и в Махаяне выделяют шесть «классов» контактов:
- зрительный контакт
- контакт уха
- контакт носа
- языковой контакт
- телесный контакт
- умственный контакт

Например, при наличии уха и звука возникает связанное с ним слуховое сознание (виджняна). Появление этих трёх элементов (пали dhātu) — слуха, звука и слухового сознания — приводит к «контакту» (пхасса).

## В контексте двенадцати нидан
Спарша — шестая из двенадцати нидан. Она обусловлена наличием шести врат чувств (пали ṣaḍāyatana) и, в свою очередь, является условием возникновения физических ощущений (ведана).
Дан Лустхаус трактует спаршу буквально как «прикосновение» или «сенсорный контакт». По его мнению этот термин получил широкое распространение в более поздней индийской мысли, но в данном контексте он просто означает, что органы чувств находятся «в контакте» с чувственными объектами. Действует схема интенциональности, или, если заимствовать термин Мерло-Понти, «интенциональная дуга». Этот термин можно перевести как «ощущение», если он квалифицируется как активный процесс, который неизменно присутствует в психокогнитивных рамках. Для буддистов ощущение не может быть ни пассивным, ни чисто физическим или неврологическим. Когда объединяются соответствующие чувственные условия, то есть они вступают в контакт друг с другом, возникает ощущение. Эти надлежащие условия включают правильно функционирующий орган чувств и когнитивно-сенсорный объект, которые уже предполагают сложное с лингвистической точки зрения сознательное тело (нама-рупа).
Спарша подразумевает соединение объекта, органа чувств и момента сознания. Следовательно, контакт в двенадцати звеньях относится к контакту с чувственным объектом и последующему распознаванию объекта как приятного, неприятного или нейтрального. Чувственные объекты присутствуют всегда и поэтому, когда орган чувств позволяет видеть, слышать и так далее, появляется сознание глаза, сознание уха, сознание носа, сознание языка или сознание тела.
Александр Берзин трактует спаршу как шестое из двенадцати звеньев взаимозависимого возникновения. Вспомогательное осознание (умственный фактор) контактного осознания [спарша] в период развития плода, когда функционирует различающая совокупность и другие влияющие факторы, такие как контактное осознание, но совокупность ощущений ещё не сформировалась. В этот период человек переживает контактное осознавание объектов как приятных, неприятных или нейтральных, но не чувствует себя счастливым, несчастным или нейтральным в ответ на это.

## В контексте пяти совокупностей
В контексте пяти совокупностей спарша — это неявная основа, с помощью которой форма (рупа) и сознание (виджняна) приводят к появлению таких умственных факторов, как чувства (ведана), восприятие (санья) и мысленные формации (санкхара).